# Projektion (Statistik)
Dieser Artikel wurde auf der Qualitätssicherungsseite des Portals Soziologie eingetragen. Dies geschieht, um die Qualität der Artikel aus dem Themengebiet Soziologie auf ein akzeptables Niveau zu bringen. Hilf mit, die inhaltlichen Mängel dieses Artikels zu beseitigen, und beteilige dich an der Diskussion. (Artikel eintragen)

Begründung: Quellenangaben ungeeignet. --Zulu55 (Diskussion) 11:48, 27. Aug. 2012 (CEST)
Eine Projektion ist in der statistischen Hochrechnung eine Methode, unterschiedliche statistisch ermittelte Szenarien (mindestens zwei) miteinander zu kombinieren und damit entweder die Wirklichkeit noch genauer abzubilden, als es die Ermittlung einzelner Studien leisten könnte, oder zusätzliche Erkenntnisse zu gewinnen, die sich durch die Analyse einzelner Daten nicht ergeben würden. Die theoretischen Grundlagen bilden die Theorien, dass jede statistisch ermittelte Hochrechnung eine Fehlerbreite enthält, die sich durch die Kombination mit weiteren statistischen Werten verifizieren und damit verringern lässt, und dass sich aus der Kombination mehrerer statistischer Werte zusammenhängende szenarische Werte konstruieren lassen.

## Beispiel Wahlforschung
Die klassischen Szenarien sind eine Wahlumfrage in der Vergangenheit und das tatsächliche Wahlverhalten in zeitlicher Nähe zueinander.
Szenario 1: mit einigen tausend Wählern lässt sich das tatsächliche Wahlverhalten vorhersagen.
Szenario 2: Einige Wähler einer kleineren Partei stimmen bei der tatsächlichen Wahl für eine große Partei. Sie bevorzugen die Regierung einer großen Partei, wählen aber tatsächlich eine kleine Partei, die mit der großen Partei koalieren soll (Fehlerquote: taktisches Wahlverhalten)
Projektion: Die ermittelte Fehlerquote lässt sich nun auf künftige Umfragen, die in Art und Umfang mit Szenario 1 vergleichbar sind, projizieren, d. h. die statistisch ermittelten Werte einer aktuellen Umfrage werden um die Werte der bereits festgestellten Fehlerquote korrigiert in der Annahme, die mutmaßliche Realität dadurch noch genauer abbilden zu können. Ein weiteres Szenario kann dadurch entstehen, dass Wähler extremer Parteien dies in einer Umfrage nicht zugeben und eine andere Partei ankreuzen. In die Projektion können weitere Faktoren einfließen, z. B. die Veränderung des Parteienspektrums, der Einfluss der aktuell diskutierten politischen Themen auf die Parteienkompetenz etc.

## Beispiel Marktforschung
In einer Marktanalyse können Werte ermittelt werden, für die die erstellte Datenbasis unvollständig und um Szenarien anderer Daten erweitert werden muss. Beispiel OpenOffice.org: Eine Marktstudie wurde unter Kunden durchgeführt, die die Software OpenOffice.org in ihrer Firma einsetzen (Szenario 1, eigene Marktforschung). Damit lassen sich generelle statistische Werte über Migration und Einsatzzeit firmen- oder arbeitsplatzbezogen ermitteln. Will man nun den Anteil dieser Software am gesamten Markt der Officeprogramme im beruflichen Umfeld ermitteln, muss man ebenfalls das Verhältnis zwischen privat genutzten und officerelevanten Firmen-PCs ermitteln (Szenario 2, fremdbezogene nicht programmspezifische Daten) und die Verbreitung des Programms insgesamt (Szenario 3, Zahlen über den Programmabsatz). Die Projektion projiziert nun die Verbreitung (Szenario 3) auf den Anteil der Firmenrechner (Szenario 2) und kann daraus den projizierten Marktanteil der Software im beruflichen Bereich ermitteln und somit die programmbezogene Marktstudie um den Marktanteil des Programms ergänzen.

## Weblink
- Methodik der Politbarometer-Untersuchungen